# Bar Nunn (Wyoming)
Bar Nunn es un pueblo ubicado en el condado de Natrona en el estado estadounidense de Wyoming. En el año 2010 tenía una población de 2.213 habitantes y una densidad poblacional de 417.55 personas por km² .

## Geografía
Bar Nunn se encuentra ubicado en las coordenadas 42°55′19.67″N 106°20′51.11″O / 42.9221306, -106.3475306. Según la Oficina del Censo, la localidad tiene un área total de 5,3 km² (2 mi²), de la cual 5,3 km² (2 mi²) es tierra y 0 km² (0 mi²) (0.0%) es agua.

### Localidades adyacentes
El siguiente diagrama muestra a las localidades en un radio de 64 kilómetros (39,8 mi) de Bar Nunn.

## Demografía
En el 2000 la renta per cápita promedia del hogar era de $40.313, y el ingreso promedio para una familia era de $42.000. El ingreso per cápita para la localidad era de $15.045. En 2000 los hombres tenían un ingreso per cápita de $32.341 contra $18.636 para las mujeres. Alrededor del 12.30% de la población estaba bajo el umbral de pobreza nacional.
| 1990 | 2000 | 2010  |
| ---- | ---- | ----- |
| 835  | 936  | 2.213 |